# L型蒸汽机车
L型蒸汽機車是第二次世界大战结束后苏联铁路推出的一款干线货运用蒸汽机车。

## 历史
1945年第二次世界大战结束后，在机车工程师列夫·谢尔盖耶维奇·列拜坚斯基的监督下，科洛姆纳工厂设计并生产出Л型蒸汽机车。科洛姆纳工厂和布良斯克机械制造厂于1945年到1946年间生产的79辆Л型蒸汽机车又被称为П型。后为了纪念列拜坚斯基对此款机车的设计作出的贡献，1947年起制造出厂的此款机车改称型蒸汽机车。1950年，伏罗希洛夫格勒蒸汽机车制造厂亦开始生产型蒸汽机车。到1955年Л型蒸汽机车停产时，三家工厂共计生产4199辆此型机车，其中科洛姆纳工厂制造1762辆，伏罗希洛夫格勒蒸汽机车制造厂制造2048辆，布良斯克机械制造厂制造389辆。
Л型蒸汽机车与ФД型蒸汽机车、ЛВ型蒸汽机车等一道，部属于苏联铁路辖下各干线铁路用于货物运输，直到1975年。
应当注意的是，与ЛВ型蒸汽机车、П36型蒸汽机车一样，Л型蒸汽机车在机车正面均挂有红星与苏联领导人列宁与斯大林的浅浮雕图像。但在1956年2月苏联共产党第二十次代表大会后兴起的去斯大林化运动，使得上开机车的列宁与斯大林的浅浮雕图像均被移除。仅阿尔泰边疆区巴尔瑙尔展示的Л-0186以及阿尔泰边疆区鄂畢河畔卡緬展示的Л-0154共计2辆机车保留有列宁与斯大林的浅浮雕图像。

## 衍生车型
- LV型蒸汽机车：伏罗希洛夫格勒蒸汽机车制造厂在Л型蒸汽机车的基础上的改进车型，于1952年到1956年期间生产，共计522辆。
- 红旗型蒸汽机车：大连机车在Л型蒸汽机车的基础上，于1958年设计试制成功的干线蒸汽机车，但由于在其后的试验中发现问题，在大连机车车辆厂和唐山工厂生产3辆后，没有继续生产。[4]

## 备注
1. ↑  Л型蒸汽机车在初期生产被称为П型有两层含义：
  - -，即纪念苏联在第二次世界大战中的胜利；
  - -，意指第32型蒸汽机车。
2. ↑  该会议同时也提出“广泛推广电力机车和内燃机车”（"Широком внедрении электровозов и тепловозов"），因此ЛВ型蒸汽机车、П36型蒸汽机车均在1956年停产。
3. ↑  .   [2018-04-16]. （原始内容存档于2019-01-06）.
4. ↑  .   [2018-04-16]. （原始内容存档于2019-02-17）.